# Georgefischeria thirumalacharii
Georgefischeria thirumalacharii är en svampart som beskrevs av Gandhe & K. Gandhe 2004. Georgefischeria thirumalacharii ingår i släktet Georgefischeria och familjen Georgefischeriaceae.   Inga underarter finns listade i Catalogue of Life.